# Cornelius O’Brien

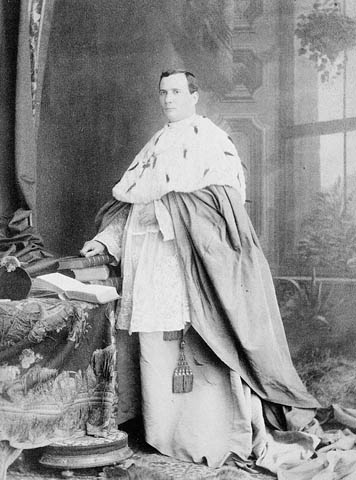
Erzbischof Cornelius O’Brien

Cornelius O’Brien (* 4. Mai 1843 in New Glasgow, Nova Scotia; † 10. März 1906 in Halifax, Nova Scotia) war ein kanadischer Geistlicher und römisch-katholischer Erzbischof von Halifax.

## Leben
Cornelius O’Brien empfing am 8. April 1843 das Sakrament der Priesterweihe.
Am 1. Dezember 1882 wurde er zum Erzbischof von Halifax ernannt. Die Bischofsweihe spendete ihm am 21. Januar des darauffolgenden Jahres in Halifax der Erzbischof von Montréal, Édouard-Charles Fabre; Mitkonsekratoren waren der Bischof von Saint John, New Brunswick, John Sweeny, und der Bischof von Charlottetown, Peter McIntyre.
Erzbischof Cornelius O’Brien blieb bis zu seinem Tod am 4. Mai 1906 als Erzbischof von Halifax im Amt.